# آمبرواز توما
آمبرواز توما (فرانسوی: Ambroise Thomas‎; ‏ ۵ اوت ۱۸۱۱ – ۱۲ فوریهٔ ۱۸۹۶) یک آهنگساز و مدرس موسیقی اهل فرانسه بود. وی از سال ۱۸۷۱ تا زمان مرگ، مدیرِ «کنسرتوار پاریس» بود. شهرت او به سبب دو اپرای مشهورش «مینیون» (۱۸۶۶) و «هملت» (۱۸۶۸) است.

آمبرواز توما بابت آثارش برندهٔ جوایز و افتخارهای گوناگونی شده بود که از آن میان می‌توان به لژیون دونور و جایزه بزرگ رم اشاره کرد.
عبارت مشهوری از امانوئل شابریه در وصف موسیقی او وجود دارد. او اظهار داشت: «سه جور موسیقی داریم: موسیقی خوب، موسیقی بد و موسیقی آمبرواز توما». او شاگرد اساتیدی همچو فریدریش کالکبرنر و ژان-فرانسوا لو سیور بود.